# 阿拉瓜亞河麗體魚
阿拉瓜亞河麗體魚，為輻鰭魚綱鱸形目隆頭魚亞目慈鯛科的其中一種，分布於南美洲Tocantins及Xingu河上游流域，體長可達9.2公分，棲息在河川中底層水域，生活習性不明。

## 擴展閱讀
維基物種上的相關：阿拉瓜亞河麗體魚